# سازمان نیدرلاندر
سازمان نیدرلاندر (انگلیسی: Nederlander Organization) مالک و اداره‌کننده چندین سالن تئاتر و موسیقی است که در مقر آن در نیویورک، ایالات متحده آمریکا قرار دارد.
این سازمان که در سال ۱۹۱۲ توسط دیوید نیدرلاندر تأسیس شده و با خرید خانه اپرا دیترویت فعالیت خود را آغاز کرده‌است، نیدرلاندر هم‌اکنون مالک ۹ سالن در تئاتر برادوی نیویورک، ۳ سالن در تئاتر وست اند لندن (تئاتر آدلفی، تئاتر آلدویچ و تئاتر دومینیون)، پنج سالن تئاتر در شیکاگو و ۱۲ سالن موسیقی در ایالات متحده آمریکا است.

## سالن‌های فعلی

### تئاتر برادوی
- تئاتر بروکز اتکینسن
- تئاتر گرشوین
- تئاتر لانت-فونتانه
- تئاتر مارکی
- تئاتر مینزکوف
- تئاتر نیدرلاندر
- تئاتر پالاس
- تئاتر ریچارد راجرز
- تئاتر نیل سایمون

### تئاتر وست اند
- تئاتر آدلفی
- تئاتر آلدویچ
- تئاتر دومینیون

### تئاترهای شیکاگو
- Auditorium Theatre (booking rights; owned by Roosevelt University)
- Broadway Playhouse at Water Tower Place
- Cadillac Palace Theatre
- CIBC Theatre
- Oriental Theatre

### سالن‌های دیگر آمریکا
- دانشگاه آریزونا – تحت قرارداد با دانشگاه آریزونا, توسان
- The Grove of Anaheim – آناهایم، کالیفرنیا
- تئاتر پنتیجز – لس آنجلس
- Balboa Theatre – سن دیگو
- Civic Theatre – سن دیگو
- San Jose Center for the Performing Arts – سن خوزه، کالیفرنیا
- San Jose Civic Auditorium – سن خوزه، کالیفرنیا
- Santa Barbara Bowl – سانتا باربارا، کالیفرنیا
- Fisher Theatre  – دیترویت
- خانه اپرای دیترویت – دیترویت; مدیریت به‌همراه Michigan Opera Theatre
- Durham Performing Arts Center – دورهام، کارولینای شمالی
- North Charleston Performing Arts Center – نورت چارلستن، کارولینای جنوبی[۱]

## نگارخانه

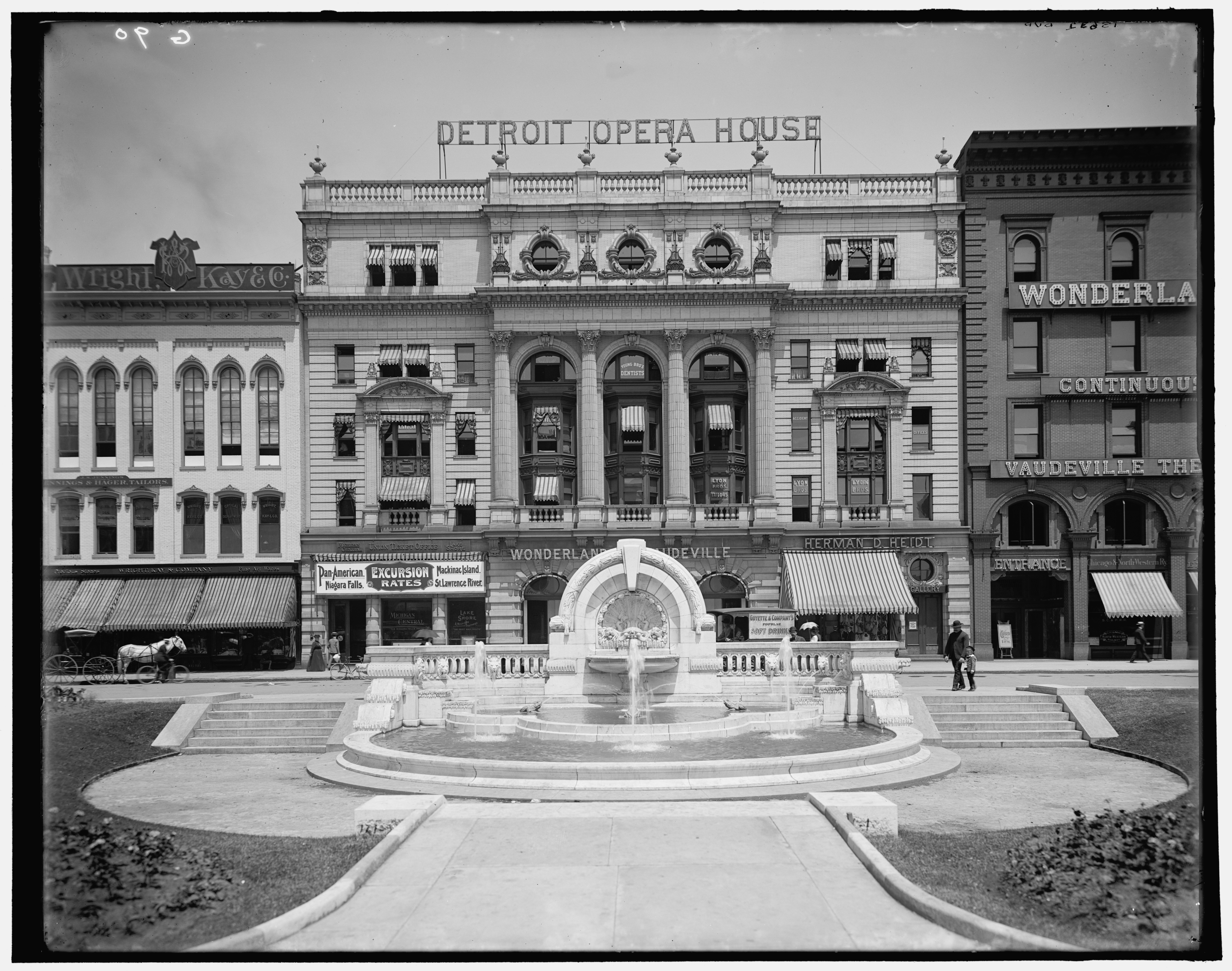
Old Detroit Opera House c. 1905
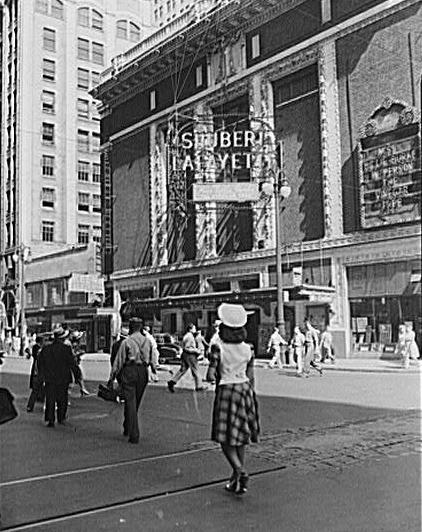
Shubert Lafayette in July 1942
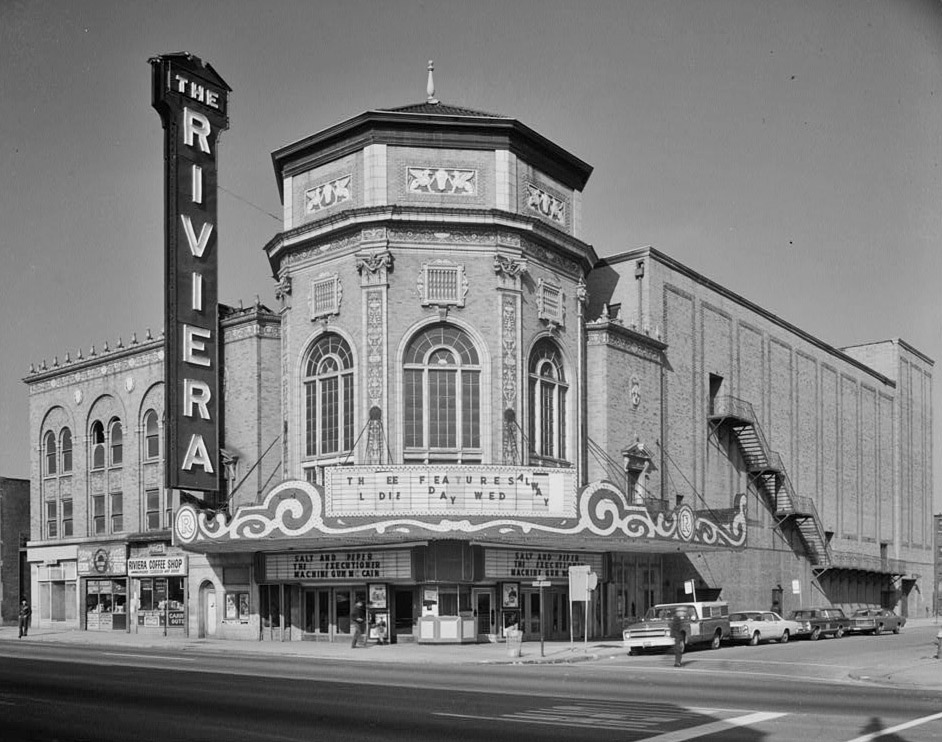
Grand Riviera Theatre in Detroit c. 1970
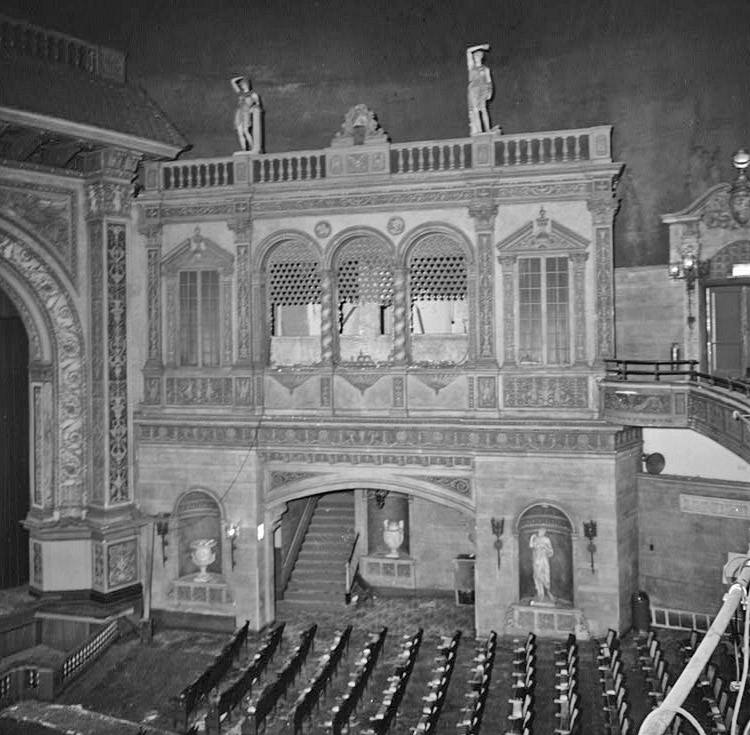
Grand Riviera Auditorium c. 1970